# Liste der Ehrensenatoren der Technischen Universität Graz
Die Liste der Ehrensenatoren der Technischen Universität Graz listet alle Personen auf, die von der Technischen Universität Graz die Würde des Ehrensenators verliehen bekommen haben, chronologisch sortiert nach dem Jahr der Verleihung.

## Ehrensenatoren

### Technische Hochschule Graz (Verleihungen 1955 bis 1974)
- 1955: Josef Krainer senior
- 1957: Paul Hazmuka, Otto Salzer, Franz Stockreiter, Hermann Tschech
- 1960: Otto Lange
- 1964: Gustav Scherbaum
- 1965: Werner Blanc
- 1972: Hermann Pannocha, Franz Schönbeck
- 1974: Heinrich Woermann

### Technische Universität Graz (seit 1975)
- 1976: Friedrich Niederl
- 1977: Hubert Petschnigg
- 1981: Helfried Andersson
- 1985: Hertha Firnberg
- 1988: Josef Krainer junior
- 1990: Ernst Appel, Heimo Kandolf, Friedrich Östreicher
- 1991: Alfred Böck, Helmut Rendulic, Hans Georg Fuchs
- 1994: Roland Amann, Helmut List[1]
- 1995: Günter Reinecke
- 1999: Helmut Stärker
- 2000: Hans M. Schabert
- 2002: Barbara Borek
- 2003: Andreas Pulides, Klaus Ritter, Alfred Stingl
- 2005: Günter Bauknecht, Ulrich Santner[2], Jochen Ziegenfuß
- 2007: Horst Rinner
- 2009: Kurt Friedrich
- 2010: Klaus Fronius[3][4]
- 2013: Monika Fehrer, Maximilian Ardelt[5]
- 2015: Wolfgang Leitner[6]
- 2018: Manfred Gaulhofer (Gaulhofer), Hanspeter Mössenböck, Johann Höllwart[7]
- 2021: Gerald Fuxjäger (Präsident der ZT-Kammer), Josef Herk, Georg Knill[8]
- 2022: Hermann Schützenhöfer[9]
- 2023: Gabriele Krenn, Jochen Pildner-Steinburg,[10] Stephan Laiminger[11]
- 2024: Roberta Schaller-Steidl[12]